# Lípa svobody (Vysočany)
Lípa svobody ve Vysočanech je významný strom. Nachází se před anglickým gymnáziem poblíž západního výstupu ze stanice metra B Vysočanská nedaleko úřadu MČ Praha 9 v Sokolovské ulici. Je nepřístupná, ale dobře z ulice viditelná.

## Popis
Lípa roste v malém oploceném parku proti budově staré vysočanské Základní školy. Obvod kmene má 187 cm, výška není uvedena (r. 2015). V databázi významných stromů Prahy je zapsaná od roku 2013.

## Historie
Lípa svobody byla zasazena 27. října 1928 v předvečer 10. výročí vzniku Československé republiky. Sazenici pořízenou nákladem majitele restaurace U lípy zasadili žáci vysočanské školy za účasti představitelů vysočanské radnice. V restauraci bylo poté pro účastníky připraveno malé občerstvení.
Spolu s lípou vysočanští obyvatelé odhalili pomník padlých v 1. světové válce. Pomník byl během 2. světové války odstraněn a připevněná tabulka s textem se nezachovala. Nedochovala se ani původní pamětní destička na Lípě a při demolici starých Vysočan v 80. letech 20. století zmizela i restaurace U lípy (U české lípy), která stála v místech západního výstupu z metra.
Nová tabulka s názvem byla k Lípě instalována po roce 2000. Oplocený pozemek s parkem náleží Anglickému gymnáziu, sídlícímu v bývalé vysočanské škole.